# 黃山 (成化進士)
黃山（15世紀—16世紀），字允高，江西瑞州府高安縣棠山人，明朝政治人物。

## 生平
黃山是成化十九年（1483年）的舉人，次年（1484年）聯捷進士，獲授行人，出使不受賄賂，到弘治七年（1494年）陞雲南道監察御史，上疏力爭忠諫的宦官何文鼎無罪，巡按浙江時清除宿弊、懲罰奸官，十二年（1499年）官至廣東按察司僉事，死後入祀鄉賢祠。

## 引用
1. 1 2  同治《高安縣志·卷十四·人物志》：黃山，字允高，棠山人，成化進士，授行人，屢奉使不以毫髮自污，宏治間擢御史，時何文鼎以忠諫得罪，山上疏力爭；巡按浙江，剪宿弊、懲奸貪，雖親故無所假借，風采一時，陞廣東僉事，祀鄉賢。
2. ↑  同治《高安縣志·卷十·選舉志》：進士 明……成化二十年甲辰科李旻榜……黃山 字允高，棠山人，雲南監察御史，浙江刷卷，陞廣東僉事，祀鄉賢，見傳……舉人 明……成化十九年癸卯科 黃山 棠山人，見進士
3. ↑  《明孝宗敬皇帝實錄》·卷九十五：（弘治七年十二月丁丑）實授各道試監察御史并理刑知縣楊綸、韓普、余本實、邵蕃、李紹、張淳、黃珂、王用、張隆、陳策、丘天祐、馮清、鄭弘、胡崋、黃山、方誌、姚壽、王思、姚祥、范鏞、邊憲、費鎧、劉淮、夏景和、石玠、趙鑑、謝朝宣、呂卣、鄧璋、燕忠、劉道立、黃世經為監察御史，綸浙江道，普河南道，本實、蕃、紹、淳俱山西道，珂、用、隆、策、天佑俱陜西道，清、弘俱貴州道，崋、山、誌、壽俱雲南道，恩、祥俱江西道，鏞、憲鎧俱湖廣道，淮、景和、玠、鑑俱廣東道，朝宣、卣俱四川道，璋、忠俱福建道，道立山東道，世經廣西道。
4. ↑  《明孝宗敬皇帝實錄·卷一百四十六》：（弘治十二年正月己丑）陞……雲南道御史黃山……俱為僉事……山、容、鐸廣東……
5. ↑  同治《瑞州府志·卷十三·人物志》：黃山，字允高，高安人，成化進士，由行人擢御史，陞廣東按察僉事，風采動一時，祀鄕賢。